# 1801 w muzyce
Wydarzenia muzyczne w 1801 roku.

## Wydarzenia
- 17 lutego – w paryskim Théâtre Favart miała miejsce premiera opery L'irato, ou L'emporté Étienne’a Méhula[1][2]
- 24 lutego – w Stuttgarcie miała miejsce premiera opery Das Pfauenfest Johanna Rudolfa Zumsteega[1][2]
- 28 marca – w wiedeńskim Hofburgtheater miała miejsce premiera baletu Twory Prometeusza Ludwiga van Beethovena[1][2]
- 21 kwietnia – w triesteńskim Teatro Lirico Giuseppe Verdi miała miejsce premiera opery Ginevra di Scozia Johanna Simona Mayra[1][2]
- 7 listopada – premiera opery Le casque et les colombes André’a Ernesta Modesta Grétry w Paryżu[1][2]
- 26 grudnia – w weneckim Teatro San Luca miała miejsce premiera opery I virtuosi Johanna Simona Mayra[1][2]
- 27 grudnia – 19-letni Niccolò Paganini debiutuje zostaje pierwszym skrzypkiem Narodowej Orkiestry Republiki Lukki[1][2]
- 28 grudnia – w weneckim Teatro La Fenice miała miejsce premiera opery Argene Johanna Simona Mayra[1][2]

## Urodzili się
- 29 stycznia – Johannes Bernardus van Bree, holenderski kompozytor, dyrygent i skrzypek (zm. 1857)
- 1 lutego – Adolf Fredrik Lindblad, szwedzki kompozytor (zm. 1878)
- 16 lutego – C.J.A.H. Hoffmann, śląski kompozytor muzyki poważnej i kościelnej, dyrygent chórów, nauczyciel śpiewu (zm. 1843)
- 21 lutego – Jan Kalivoda, czeski kompozytor i skrzypek (zm. 1866)
- 12 kwietnia – Joseph Lanner, austriacki kompozytor i skrzypek (zm. 1843)
- 3 czerwca – František Škroup, czeski kompozytor, kapelmistrz teatru w Pradze i Rotterdamie (zm. 1862)
- 11 września - Maurice Pion, francuski baletmistrz (zm. 1869)
- 12 września – Giuseppe Concone, włoski kompozytor, organista i pedagog (zm. 1861)
- 23 października – Albert Lortzing, niemiecki kompozytor, śpiewak i aktor (zm. 1851)
- 3 listopada – Vincenzo Bellini, włoski kompozytor operowy szkoły neapolitańskiej (zm. 1835)
- 27 listopada – Aleksandr Warłamow, rosyjski kompozytor pochodzenia mołdawskiego (zm. 1848)
- 7 grudnia – Johann Nepomuk Nestroy, austriacki aktor, pisarz i śpiewak operowy (zm. 1862)
- 15 grudnia – Karol August Freyer, polski kompozytor, organista i profesor muzyki pochodzenia niemieckiego (zm. 1883)

## Zmarli
- 11 stycznia – Domenico Cimarosa, włoski kompozytor epoki klasycyzmu (ur. 1749)
- 21 marca – Andrea Luchesi, woski kompozytor, organista, kapelmistrz (ur. 1741)
- 14 maja – Johann Ernst Altenburg, niemiecki kompozytor, organista i trębacz (ur. 1734)
- 30 czerwca – Catarina Cavalieri, austriacka śpiewaczka operowa, sopran (ur. 1760)
- 23 października – Johann Gottlieb Naumann, niemiecki kompozytor, dyrygent i kapelmistrz (ur. 1741)
- 9 listopada – Carl Stamitz, niemiecki kompozytor i skrzypek (ur. 1745)

## Muzyka poważna
- 29 października – publikacja dwóch „sonat fortepianowych C.184-5” Jana Ladislava Dusseka w londyńskim Stationers’ Hall[1][2]
- Ludwig van Beethoven ukończył "Sonatę Księżycową"